# Cuyler Supplee
Cuyler Supplee (1894–1944) est un acteur américain, actif pendant la période du muet.

## Filmographie partielle
- 1922 : A Stage Romance d'Herbert Brenon
- 1924 : Peter Stuyvesant de Frank Tuttle
- 1924 : The Spirit of the USA d'Emory Johnson
- 1924 : Lightning Romance d'Albert S. Rogell
- 1924 : Geared to Go d'Albert S. Rogell
- 1925 : Brand of Cowardice de John P. McCarthy
- 1925 : The Last Edition d'Emory Johnson
- 1926 : Fighting with Buffalo Bill de Ray Taylor
- 1927 : Romantic Rogue d'Harry Joe Brown
- 1927 : The Lone Eagle d'Emory Johnson
- 1927 : Danger Ahead de Bruce Mitchell
- 1927 : On Special Duty de Walter Fabian
- 1927 : One Glorious Scrap d'Edgar Lewis
- 1928 : The Arizona Cyclone d'Edgar Lewis
- 1935 : The Lives of a Bengal Lancer d'Henry Hathaway